# Myxogastromycetidae
Sous-classe
Les Myxogastromycetidae sont une sous-classe d'amibozoaires de la classe des Myxogastria (ou myxomycètes). 

## Liste des ordres et familles
Selon NCBI (20 octobre 2021) :
- ordre des Physariida
  - famille des Didymiaceae
  - famille des Elaeomyxaceae
  - famille des Physaraceae